# Взрыв в поезде Кисловодск — Минеральные Воды (декабрь 2003)
Взрыв в электропоезде Кисловодск — Минеральные Воды произошёл 5 декабря 2003 года. Террорист-смертник привёл в действие взрывное устройство примерно за километр до подъезда к станции Ессентуки. В результате теракта погибло 47 человек, 170 человек было ранено. Мощность бомбы составила 7 килограммов в тротиловом эквиваленте.
Ответственность за теракт взяли на себя чеченские террористы. Взрыв в электропоезде был одним из серии терактов в 2003 году.
По данным на 2009 год, преступники и заказчики задержаны не были.
Электропоезд Кисловодск — Минеральные Воды уже становился объектом террористической атаки. 3 сентября 2003 года на перегоне Подкумок — Белый Уголь террорист (бывший префект Шатойского района Ибрагим Исрапилов) заложил взрывчатку под рельсы. В результате взрыва погибло 7 человек и около 80 человек было ранено. В 2004 году Исрапилов был задержан, написал чистосердечное признание в совершении этого теракта и был приговорён к 20 годам заключения в колонии строгого режима. Иногда Исрапилова ошибочно считают исполнителем декабрьского теракта.